# 126 v. Chr.
Portal Geschichte | Portal Biografien | Aktuelle Ereignisse | Jahreskalender | Tagesartikel

◄ |
3. Jahrhundert v. Chr. |
2. Jahrhundert v. Chr. |
1. Jahrhundert v. Chr. |
►

◄ | 140er v. Chr. | 130er v. Chr. | 120er v. Chr. | 110er v. Chr. |
100er v. Chr. |
►

◄◄ | ◄ | 129 v. Chr. | 128 v. Chr. | 127 v. Chr. | 126 v. Chr. |
125 v. Chr. |
124 v. Chr. |
123 v. Chr. |
► |
►►
Staatsoberhäupter

## Ereignisse

### Politik und Weltgeschehen
- Der Seleukidenherrscher Demetrios II. verliert die entscheidende Schlacht gegen seinen Widersacher Alexander II. Zabinas.

### Wirtschaft
- In Tyros beginnt die Prägung des Tyrischen Schekels.

## Geboren
- um 126 v. Chr.: Quintus Roscius Gallus, römischer Schauspieler († 62 v. Chr.)

## Gestorben
- Wang Zhi, chinesische Kaiserin (* 173 v. Chr.)